# Earle K. Plyler Prize
Der Earle K. Plyler Prize ist ein von der American Physical Society seit 1977 vergebener Physikpreis, benannt nach Earle K. Plyler.
Die Auszeichnung wird für Arbeiten im Bereich der molekularen Spektroskopie und Dynamik vergeben. Das Preisgeld beträgt seit dem Jahr 2007 10.000 US-Dollar.
Folgende Preisträger erhielten auch einen Nobelpreis: Ahmed Zewail und William Moerner nach dem Plyler Prize, Gerhard Herzberg und Charles H. Townes zuvor.

## Preisträger
- 1977: Charles H. Townes
- 1978: E. Bright Wilson, Jr
- 1979: George C. Pimentel
- 1980: Walter Gordy
- 1981: Richard N. Zare
- 1982: Takeshi Oka
- 1983: William Aloys Klemperer
- 1984: John T. Hougen
- 1985: Gerhard Herzberg
- 1986: James K.G. Watson
- 1987: Donald H. Levy
- 1988: Robert W. Field
- 1989: Richard J. Saykally
- 1990: Andreas Albrecht
- 1991: Kenneth M. Evenson
- 1992: William C. Lineberger
- 1993: Ahmed Zewail
- 1994: C. Bradley Moore
- 1995: James L. Kinsey
- 1996: Charles S. Stedman
- 1997: David J. Nesbitt und Roger Ervin Miller
- 1998: Forrest Fleming Crim
- 1999: David Wixon Pratt
- 2000: Michael David Fayer
- 2001: William Moerner
- 2002: Graham Fleming
- 2003: Giacinto Scoles und Kevin K. Lehmann
- 2004: Richard Van Duyne
- 2005: Robert Tycko
- 2006: Mark Johnson
- 2007: Timothy S. Zwier
- 2008: Steven G. Boxer
- 2009: Terry A. Miller
- 2010: Lester Andrews
- 2011: Shaul Mukamel
- 2012: Andrei Tokmakoff
- 2013: Brooks Pate
- 2014: Lai-Sheng Wang
- 2015: Majed Chergui
- 2016: Donald G. Truhlar
- 2017: Albert Stolow
- 2018: David M. Jonas
- 2019: Abraham Nitzan
- 2020: Anna Krylov
- 2021: Martin T. Zanni
- 2022: Arthur G. Suits
- 2023: Xiaoyang Zhou
- 2024: Anders Nilsson
- 2025: R. J. Dwayne Miller